# 아프리카자이언트다람쥐속
아프리카자이언트다람쥐속(Protoxerus)은 다람쥐과에 속하는 설치류 속이다. 아프리카에서만 발견되는 2종을 포함하고 있다. 나무 꼭대기에서 주로 서식한다.

## 하위 종
- 숲자이언트다람쥐 또는 스탠저다람쥐 (P. stangeri) - 서아프리카와 중앙아프리카 우림에서 발견됨.
- 가는꼬리다람쥐 (P. aubinnii) - 서아프리카에서 발견됨.